# Каспаровский
Каспаровский — упразднённый хутор в Новокубанском районе Краснодарского края. Входил в состав Новосельского сельского поселения. Исключен из учётных данных в 2022 году.
Название происходит от арм. Каспар — мужского армянского имени. Армяне переселились сюда из Закавказья и Турции в 1910 году.

## Население
| 2002 | 2010 |
| ---- | ---- |
| 10   | ↗12  |

- ул. Ленина